# Saint-Genest-d'Ambière
Saint-Genest-d'Ambière è un comune francese di 1 255 abitanti situato nel dipartimento della Vienne, nella regione della Nuova Aquitania.

## Società

### Evoluzione demografica
Abitanti censiti